# گلدن فلیک
گلدن فلیک (انگلیسی: Golden Flake) شرکت صنایع غذایی آمریکایی است، که در سال ۱۹۲۳ تأسیس شد.